# Soulaire-et-Bourg

Soulaire-et-Bourg este o comună în departamentul Maine-et-Loire, Franța. În 2009 avea o populație de 1,391 de locuitori.